# Гуе
Гуе е бог-творец в религията на бушмените от групата ко.
Той е създал хората, животните, растенията, духовете, жена си, децата си и целия заобикалящ ни свят. Сътворил е също и силите, нарачени оа. Не е ясно дали е мъж или жена, тъй като никой не го е виждал. Освен това той е велик вожд, на когото всичко е позволено. Но никога не прави нищо лошо и даже не може да сгреши в нищо. Не може да бъде измамен дори от силите оа. Води много активен полов живот и понякога стига до кръвосмешение. Винаги е сит, защото разполага с излишъци от храна. Когато е разгневен причинява смъртта на хората, но обикновено е добър към тях, също както към животните и растенията. Въпреки че е творец на всичко и всички, включително и смъртта, той не е в състояние да върне мъртвец към живота. Обича всички еднакво. Той е един единен бог на всички хора, независимо от цвета на кожата им.
В началото Гуе сътворил всички хора еднакви, но по-късно ги разделил на раси и племена. Първо създал белия човек, а после – черния. А от малкото останал материал създал бушмените. С това те си обясняват защо са толкова дребни и считат, че благодарение на това, имат по-малко ум в сравнение с останалите хора. На същия принцип създал и животните – първо големите, после – по-малките и накрая – най-малките. В началото направил мъжа и едва след него – жената, като дал на мъжа всички сили заедно с дъха си. След като създал хората Гуе ги научил да боравят с лък, стрели и копие. Показал им кои растения са отровни и какво месо точно да ядат. Научил ги и кои са растенията, които могат да действат като противоотрова срещу различни отрови. Постановил и правилата за табу във връзка с различните храни.
Живее в дома си, за който не е известно къде се намира. Предполага се, че е разположен на небето, а то е огромно и може да обитава всяко негово кътче. А може да живее и далеч извън него. Ко наричат небето „лице на създателя“. Според други предположения домът му се намира високо в планините, но никой не е виждал и следа от него. Ако живее близо до хората, може да се ядоса и да ги убие. А посещението в неговия дом е равнозначно на смърт.
Гуе има много деца, които прибират душите на умрелите. Те са тези, които първи показват на племето антилопата. Гуе и силите оа живеят наблизо и затова техните деца си играят заедно.